# Hennadij Batkajew
Hennadij Mykołajowycz Batkajew, ukr. Геннадій Миколайович Баткаєв (ur. 8 marca 1960 w Ałczewsku, w obwodzie ługańskim) – ukraiński piłkarz, grający na pozycji pomocnika, trener piłkarski.

## Kariera piłkarska

### Kariera klubowa
W 1984 rozpoczął karierę piłkarską w klubie Stachanoweć Stachanow. W 1987 przeszedł do Szachtara Gorłówka. W 1991 został piłkarzem Stali Komunarsk, który w następnym roku zmienił nazwę na Stal Ałczewsk i debiutował w Pierwszej Lidze mistrzostw Ukrainy. Latem 1993 odszedł do klubu Awanhard-Industrija Roweńky, a po zakończeniu sezonu przeniósł się do drugoligowego Szachtara Stachanow, w którym zakończył karierę piłkarską w końcu 1997 roku.

## Kariera trenerska
Po zakończeniu kariery piłkarskiej rozpoczął pracę trenerską. W latach 1999–2005 trenował drugą drużynę Stali Ałczewsk. W 2005 po tym jak pierwsza drużyna awansowała do Wyszczej Lihi został trenerem drużyny rezerw klubu. Po zakończeniu sezonu 2006/07 klub spadł z Wyższej Lihi, a Batkajew zmienił Tona Caanena na stanowisku głównego trenera Stali Ałczewsk, z którą pracował do stycznia 2008.